# Ніамей (аеропорт)
Міжнародний аеропорт імені Амані Діорі (IATA: NIM, ICAO: DRRN) — 
міжнародний аеропорт у Ніамеї (столиці Нігеру. Він розташований за 9 км від Ніамея в південно-східному передмісті міста, вздовж Національної дороги 1, головної магістралі, що з'єднує Ніамей зі сходом країни. Комплекс аеропорту також включає головну базу збройних сил Нігеру «Armee d'Air».
Аеропорт названий на честь першого президента Нігера Амані Діорі. Має дві ЗПС (перша — 09R/27L (асфальт; 3 800 метрів, 12 467 фути); друга — 09L/27R (латерит; 3 000 метрів, 9 843 фути)). У 2013 році обслугував 165 тис. пасажирів.
Sources: Agence pour la Sécurité de la Navigation aérienne en Afrique et à Madagascar